# Jaipur (zamindari)
Jaipur (Jaipur Raj, Jayapuram, Jeypore) fou un estat tributari protegit del tipus zamindari, al districte de Vizagapatam, presidència de Madras (avui a Andhra Pradesh). Es trobava al nord del principat de Kalahandi, a l'est amb la plana de Vizagapatam, al sud amb Rekapalli i Golconda, i a l'oest amb Bastar, amb una superfície de 24.182 km² i una població el 1872 de 452.454 i el 1881 de 611.695 persones. Estava dividit en talukes:
- Korapat (157.171 habitants)
- Naorangpur o Nowrangapur (93.502 habitants)
- Malkangiri (22.558 habitants)
- Jaipur o Jeypore (Kotipad) (116.117 habitants)
- Gunapur (153.822 habitants)
- Rayagada (68.525 habitants)

El 1901 s'esmenten a més Bisamcuttack (Bissemkatak), Padwa i Pottangi.
Estava dividit en dues parts, la principal és l'altiplà de Jaipur, directament sota jurisdicció del raja sota el contra d'un subagent britànic; la resta, talukes de Gunapur i Rayagada, estava administrada per un subassistent del col·lector del districte amb seu a Parvatipur. Al mig l'estat de Kalahandi. Koraput era la capital de la part occidental i Parvatipuram de l'oriental.
Les muntanyes Saura estan situades a l'est i nord-est de Gunapur, al nord de les quals l'estat continua més de 100 km fins Kalahandi i Chinna Kimedi; al centre de l'estat, hi ha les muntanyes Nimgiris. Els rius principals són el Vamsadhara i el Nagavali (o Langulya) a l'est i afluents del Godavari a l'oest.
La part superior de l'estat estava governada per tres poderosos senyors: el de Godairi, el de Bissemkatak i el de Singapur, feudataris del raja de Jayapuram; aquestos caps són khands i saures, i la població entre els tres estats era de 137.966 persones. Els khands o khonds i els sures o savares que habiten les regions de les muntanyes Ganjam Maliahs, conserven les seves característiques de costums i llengua però en altres llocs els costums dels nouvinguts foren adoptats. A Kotapad i Singapur, els tribals van adoptar el costum de cremar els morts. El sistema meriah (sacrifici humà) es va difondre entre els immigrats (el costum fou suprimida per la força pels britànics el 1861).
Les talukes de Jaipur, Naorangpur i Malkangiri estaven a l'oest i la de Korapat a l'est. Les principals ciutats són Jaipur o Jayapuram o Jeypore (4321 habitants el 1881), Kotipad i Naorangpur. La religió majoritària és l'hinduisme; Ètnicament hi havia aris, kolaris i dravídics 
La família reial (els Sankara) és antiga. El país estava sota el domini de Sila Vansa amb seu a Nandapur quan ja la família governava algunes terres a Jaipur com a feudataris dels Gajapati de Cuttack (Katak). Al segle XV Vinayak Deo, suposat descendent del fundador de la línia lunar rajput (Chandra Vansa) va rebre el territori de Jaipur com a dot per haver-se casat amb una filla del rei Gajapati; aleshores la dinastia de Nandapur s'havia extingit; Vinayak Deo es va casar per motius polítics amb la darrera princesa sobrevivent de la dinastia de Sila Vansa. Tot i això és segur que la casa de Jaipur ja dominava el territori similar al que fou posteriorment el zamindari de Jaipur Raj i també els zamindaris dels ghats; aquestos senyors, rages de Silavamsis, es van fer vassalls del fundador del zamindari de Vizianagaram Raj quan aquest va arribar a Chicacole de les mans del fawjdar de Golconda, Sher Muhammad Khan, vers 1652. El tribut que pagava el Jaipur Raj al fawjdar de Golconda era l'equivalent de 2400 lliures. Llavors l'estat va quedar subordinat a Vizianagaram durant anys; el 1794, després de la batalla de Padmanabhan, el raja va ajudar els britànics, i fou recompensat amb un sanad que li garantia la possessió perpètua i el 1803 es va fixar el peshkash o tribut en 1600 lliures a les que calia afegir 300 lliures que pagava a Bastar pels drets d'aquest principat al territori de Kolipad. El 1848 alguns membres de la família reial es van mostrar hostils als britànics i hi va haver disturbis durant dos anys; els britànics van annexionar les talukes inferiors; el 1855 van tornar a esclatar disturbis; el 1860 els britànics van interferir per primer cop en l'administració de justícia interna i es va nomenar un subagent que residia a Jayapuram, ajudat per sis submagistrats i una força de policia important; els saures o savares es van revoltar el 1865-1866 sent reprimits sense gaires problemes (per dues vegades). Sri Vikrama Deo va rebre el títol de maharajà com a distinció especial el gener del 1896. El 1953 els zamindari foren abolits i el 1955 les terres van passar a l'estat.
Per la capital vegeu Jayapuram

## Llista de rages
- Sri Raja VINAYAK DEO 1443-1476, Raja de Nandapur, fundador de Jeypore/Jeypur/Jaipur/Jayapuram vers 1450,
- Sri Raja VIZIACHANDRA KRISHNA DEO 1476-1510 (fill)
- Sri Raja BHARIVA DEO 1510-1527 (fill?)
- Sri Raja VISHWANADHA DEO 1527-1571 (fill?)
- Sri Raja BALARAMA DEO 1571-1597 (fill)
- Sri Raja YESHOVANTA DEO 1597-1610 (fill)
- Sri Raja KRISHNA DEO 1610-1648 (fill?)
- Sri Maharaja VIKRAM DEO I 1648-1669 (fill?), establí la capital a Jayapuram (abans a Nandapur)
- Sri Maharaja KRISHNA DEO 1669-1672 (fill)
- Sri Maharaja VISHWAMBHARA DEO I 1672-1676 (germà)
- Sri Maharaja MALLAKIMARDHANA KRISHNA DEO 1676-1681 (germà)
- Sri Maharaja HARI DEO 1681-1684 (germà)
- Sri Maharaja BALARAMA DEO I 1684-1686 (germà)
- Sri Maharaja RAGHUNATH KRISHNA DEO (adoptat) 1686-1708
- Sri Maharaja RAMCHANDRA DEO I 1708-1711 (fill)
- Sri Maharaja BALARAMA DEO II 1711-1713 (germà)
- Sri Maharaja VISHWAMBHARA DEO II 1713-1752 (germà)
- Sri Maharaja LALA KRISHNA DEO 1752-1758 (germà)
- Sri Maharaja VIKRAM DEO II 1758-1779 (germà), va adquirir a més el zamindari de Panchipenta
- Sri Maharaja RAMCHANDRA DEO II 1779-1825 (fill)
- Sri Maharaja VIKRAM DEO III 1825-1860 (fill)
- Sri Maharaja RAMCHANDRA DEO III 1860-1889
- Sri Sri Sri Maharaja VIKRAM DEO IV Azem Maharaja Yujad ud-daula Mahabat Assar Yedal Yemeenay Salatnut Samsamay Killapathay Islam Sri Jhadkhand Badusha 1889-? (maharajà 1896)
- Sri Sri Sri Maharaja RAMCHANDRA DEO IV ?-1920 (fill)
- Sri Maharaja KRISHNA CHANDRA DEO 1920-1931
- Sri Maharaja VIKRAM DEO V 1931-1951
- Sri Maharaja RAMA KRISHNA DEO (net matern) 1951-1955